# Ordem da Polônia Restituta
Ordem da Polônia Restituta ou Ordem da Polônia Renascida (polonês: Order Odrodzenia Polski), é uma das mais altas condecorações da Polônia.
A Ordem pode ser outorgada por grandes realizações no campo da educação, esporte, ciência, cultura, arte, economia, defesa nacional, serviço social, serviço civil ou por estabelecer boas realizações com países estrangeiros. Ela foi criada pelo Parlamento polonês em 4 de fevereiro de 1921, e pode ser outorgada tanto a civis, militares ou estrangeiros.

## História
Tradicionalmente, a Ordem é aceita como a sucessora da Ordem dos Cavaleiros de São Estanislau, Bispo e Mártir - conhecida simplesmente como Ordem de São Estanislau, criada pelo último rei da República das Duas Nações, Estanislau II da Polônia, em homenagem aos nobres leais à coroa polonesa. Esta Ordem foi criada em 7 de maio de 1765, e seu número máximo fixado em 100. Os cavaleiros deveriam pagar um donativo por elas, que era doado aos pobres, além de serem obrigados a cumprir várias regras.
Devido à grande influência do Império Russo na política da Europa Central, as regras de concessão da Ordem foram quebradas. Após as Partições da Polônia, que puseram um fim à República das Duas Nações (Polônia e Lituânia), ela foi ressuscitada no Ducado de Varsóvia, estado polonês criado por Napoleão Bonaparte, concedendo àqueles outorgados por ela um título de nobreza hereditário e requerendo em contrapartida doações a um hospital de Varsóvia.
Com a reconquista de independência polonesa em 1918, a Ordem de São Estanislau foi oficialmente abolida pelo novo governo, devido aos abusos cometidos pelos dominadores russos que frequentemente à concederam àqueles - pelo ponto de vista dos dirigentes da nação recém-independente - que haviam sido responsáveis pela destruição da Polônia e de sua cultura. Ao invés dela, foi então criada a Ordem da Polônia Resitituta ou Renascida, que reestabeleceu os nobres valores para os quais a antiga comenda era concedida.
Criada em 4 de fevereiro de 1921, o seu primeiro grão-mestre, o marechal e herói da independância Józef Piłsudski, entregou as primeiras comendas em julho daquele ano. A Ordem também tornou-se a maior condecoração da Polônia a estrangeiros e, neste caso, é outorgada pelo Ministério das Relações Exteriores.

## Classes
A Ordem tem cinco classes:
| 1. Grã-Cruz                       | Ribbon |
| 2. Cruz de Comandante com Estrela | Ribbon |
| 3. Cruz de Comandante             | Ribbon |
| 4. Cruz de Oficial                | Ribbon |
| 5. Cruz de Cavaleiro              | Ribbon |

A insígnia da Ordem é uma Cruz de Malta dourada esmaltada em branco. O disco central mostra uma águia branca em fundo vemelho ( o Brasão de armas da Polónia) circundado por um anel em azul exibindo as palavras 'Polonia Restituta'. O fundo do disco traz o ano 1918 (1944, na versão entregue durante a Polônia comunista) escrito.
Ela é pousada sobre uma fita vermelha com pequenas faixas brancas em ambos os lados. No grau de Grã-Cruz, é usada no lado direito do peito, em volta do pescoço nos graus de comandante e no lado esquerdo do peito nos graus de cavaleiro e oficial.

## Processo de escolha e premiação
Entre as comendas civis polonesas, a 'Ordem da Polônia Restituta' é a segunda mais alta, atrás apenas da raramente outorgada Ordem da Águia Branca. Tradicionalmente, quem a recebe também passa a ter concedida uma pequena pensão do Estado. Os candidatos à honraria são avaliados por um comitê responsável por concedê-las oficialmente. O Conselho de avaliação é composto por um Grão-Mestre e mais oito membros escolhidos por ele, já agraciados com a Ordem, que tem um mandato de cinco anos. Após ser eleito, o presidente da Polônia é automaticamente agraciado com a comenda e torna-se o Grão-Mestre do conselho. Os nomes dos agraciados são publicados num jornal oficial, que anuncia ao público a sanção de novas leis e atos legais do governo.